# Botsauto

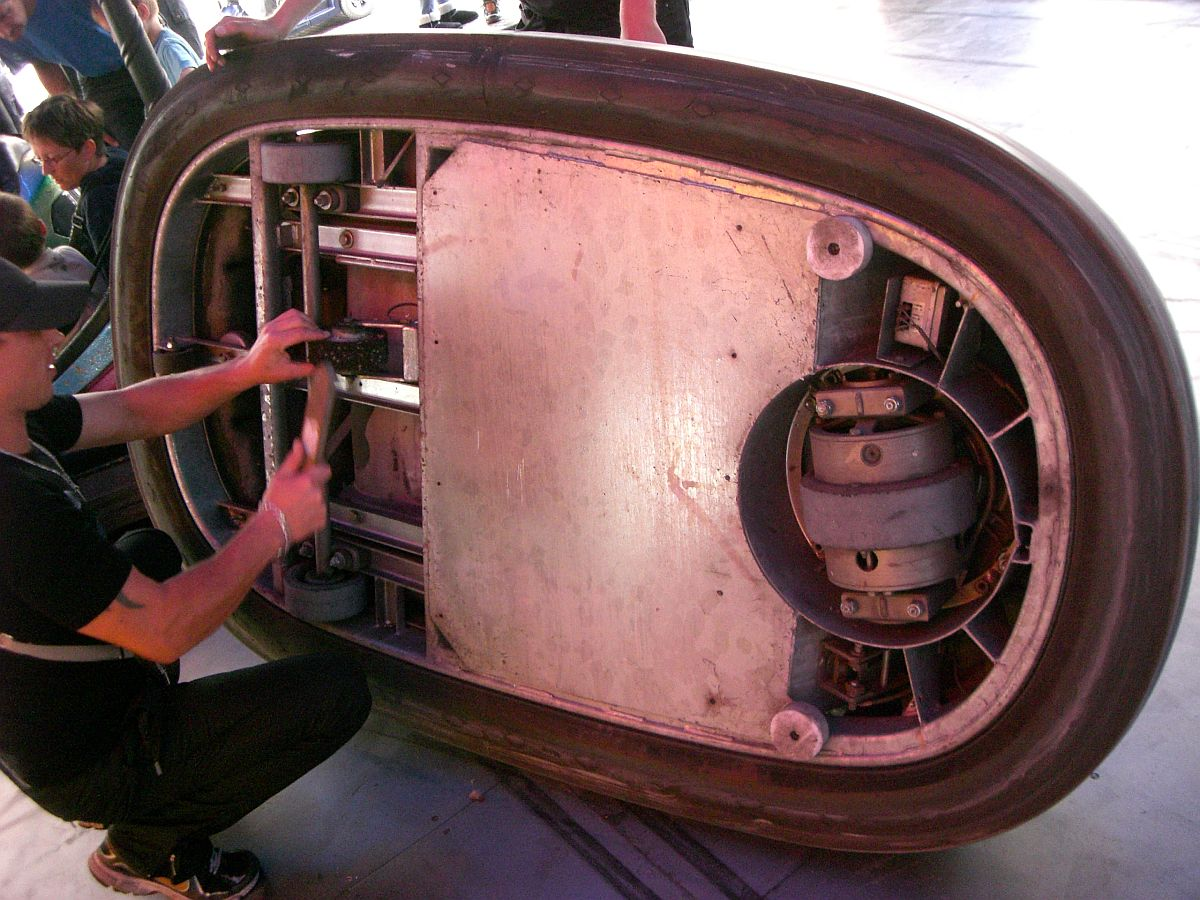
Onderzijde van een botsauto met de stuurmotor duidelijk zichtbaar

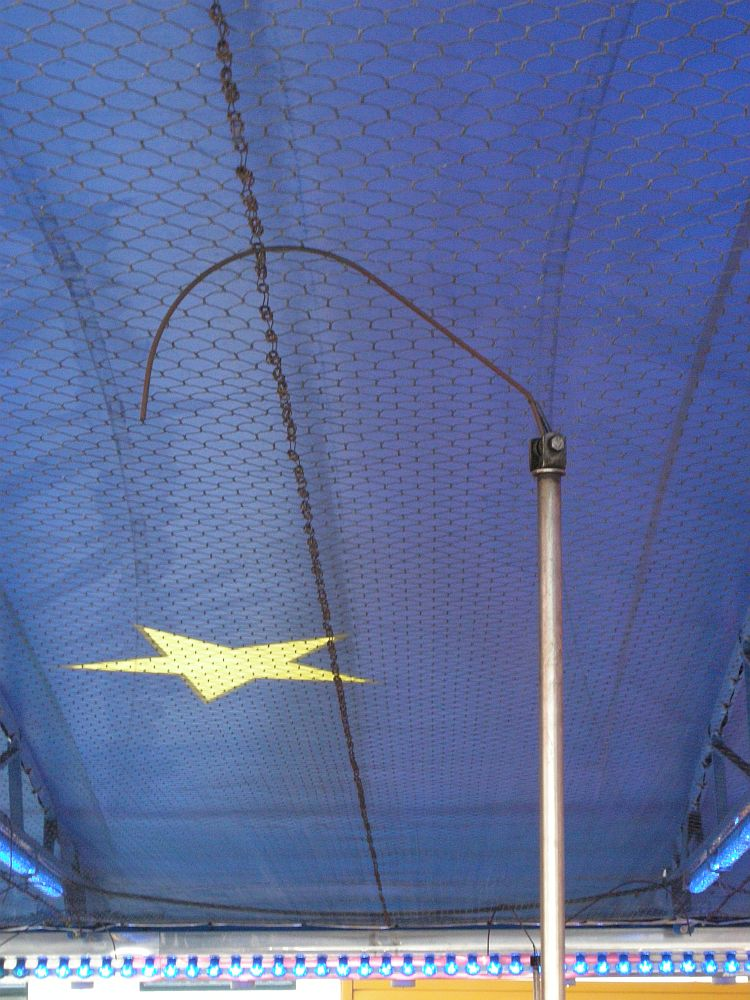
Stroomafnemer en elektrisch net

Een botsauto of botsautootje is een driewielig elektrisch voertuig voor (meestal) twee personen met een dusdanige constructie dat er geen schade aan de auto ontstaat als tegen andere botsauto's aangereden (gebotst) wordt. Een aantal van deze botsauto's bevinden zich samen in een speciale ruimte met een tentvormig dak en een metalen vloer die is omgeven door een stevige rand. Het geheel van deze attractie wordt aangeduid met de internationale vakterm autoscooter en is bedoeld als amusement op een kermis, maar wordt in de volksmond dan meestal de botsautootjes genoemd.

## Techniek

### Motor
Een botsauto wordt aangedreven door een elektrische motor. Deze drijft het voorwiel aan dat geheel vrij om zijn verticale as kan worden gedraaid. Dit heeft tot gevolg dat als de auto vooruit rijdt en het stuur 180° gedraaid wordt, er achteruit kan worden gereden.
Het vermogen van de elektromotor is beperkt (ongeveer 1 kW) en de vrije weglengte is, afhankelijk van de grootte van de attractie, eveneens beperkt. Dit heeft als gevolg dat de acceleratie en de hoogst haalbare snelheden gering zijn en sterk bepaald worden door de massa van de inzittenden. Een autootje met een klein kind zal sneller accelereren, maar ook sneller tot stilstand komen bij een botsing. Een auto met twee volwassenen (indien toegestaan) zal langzaam op snelheid komen, maar de botsing zal krachtiger zijn. Wellicht dat het kleine kind de zwakkere botsing door zijn geringe eigen massa subjectief toch als grotere sensatie ervaart dan de volwassenen.

### Energievoorziening
De energievoorziening kan verzorgd worden door een ingebouwde accu, maar komt meestal van een horizontaal, hoog boven de vloer gespannen metalen net, waar een positieve spanning van 70 - 110 volt op staat. Een regelbare omvormer van driefasenspanning maakt het mogelijk de snelheid van de wagentjes te beïnvloeden. De metalen vloer is de retourleiding voor de elektrische stroom. Daartoe maakt een borstelvormig metalen sleepcontact onder de botsauto daar permanent een elektrische verbinding mee. Op de foto hiernaast wordt dit onderdeel gereinigd. 
Er bestaat ook een systeem met een gesegmenteerde metalen vloer waarbij de segmenten afwisselend op de positieve en de negatieve spanningspool zijn aangesloten. Onder de botsauto bevinden zich verschillende borstelvormige stroomafnemers, waarvan de positie zo is gekozen dat er altijd een positief en een negatief segment wordt afgetast. Bij dit systeem is geen spanningsnet nodig. In Duinrell is een dergelijke attractie te vinden. 

### Munt
Een wagentje moet meestal worden gestart door inworp van een speciaal hiervoor gekochte plastic munt, die recht geeft op een ronde van een bepaalde tijdsduur. Hiertoe wordt de rijspanning gedurende deze tijdsduur ingeschakeld en worden de wagentjes waar een munt in is geworpen geactiveerd. Met behulp van een 'gaspedaal', eigenlijk niet meer dan een schakelaar, kan de botsauto dan in beweging worden gezet. Als na de ronde de stroom voor het geheel weer wordt uitgeschakeld komen de botsautootjes tot stilstand. De ingeworpen munt valt dan van het inschakelmechaniek naar een inwendige verzamelruimte. Wie meerdere munten heeft gekocht kan in de botsauto blijven zitten en weer een ronde rijden. Het komt ook vaak voor dat de stroom voor de botsauto's gedurende een bepaalde tijd wordt ingeschakeld vanuit een centrale bedieningspost. In dit geval dient de gekochte munt voordat de rit begint te worden afgegeven aan een medewerker die langs de botsauto's loopt. Deze medewerker weet hierdoor welke botsauto's geactiveerd dienen te worden en deze worden dan aangezet vanuit de bedieningspost. Voordat de rit begint klinkt dan meestal een signaal dat de botsauto's geactiveerd zijn en in beweging kunnen worden gebracht. Zodra de tijd voorbij is, klinkt dan opnieuw een signaal dat de botsauto's tot stilstand zijn gekomen.

## Bouw
De meeste wagentjes werden gemaakt door het Franse constructiebedrijf Reverchon en door het Italiaanse Bertazzon. De carrosserie van de wagentjes is van polyester en rondom beveiligd door een karakteristieke rubberen band die de grootste schokken opvangt. Deze band heeft een binnenband die met ongeveer twee hPa luchtdruk is gevuld. De wagens hebben een veiligheidsgordel voor kleine kinderen, aangezien de snelheid ondanks de geringe acceleratie kan oplopen tot 16 kilometer per uur.